# ابراهیم فیاض
ابراهیم فیاض (زاده ۱۳۴۲ در کازرون) پژوهشگر ایرانی در حوزه جامعه‌شناسی و مردم‌شناسی و استاد گروه مردم‌شناسی دانشگاه تهران است. او مدرک کارشناسی را در رشتهٔ جامعه‌شناسی (۱۳۷۲)، کارشناسی ارشد را در رشتهٔ مردم‌شناسی (۱۳۷۴)، دکتری را در رشتهٔ فرهنگ و ارتباطات از دانشگاه تهران (۱۳۸۱) و دکتری دیگری در همین رشته (فرهنگ و ارتباطات) از دانشگاه امام صادق (۱۳۸۷) اخذ کرده است.

## دیدگاه‌ها

### فرهنگ
فیّاض در باب فرهنگ در ایران این‌چنین گفته است:
«فرهنگی که پویا نباشد، مرده است و محورِ اساسی من زندگی ایرانی است و مردم‌شناسی کارش این است که مردم را شما تعریف می‌کنید. گروهی از انسان‌ها که در یک جغرافیای خاص با یک فرهنگ خاص زندگی می‌کنند؛ یعنی کجاست که فرهنگ نباشد؟ هر جا زندگی وجود دارد، فرهنگ هم وجود دارد و هر جا زندگی و فرهنگ باشد ما مردم‌شناس‌ها هستیم. می‌خواهد در مدرن‌ترین حتی پست مدرن‌ترین باشند تا سنت تا عشایر تا طبیعت و حتی تا حیوانات.»

### مسائل اجتماعی ازدواج
در مهرماه ۱۳۹۱، خبرگزاری‌ها اظهاراتی از ابراهیم فیّاض نقل کردند مبنی بر آن‌که «امروزه شاهد رواج ازدواج‌های موقتی هستیم که بدون خواندن صیغه صورت می‌گیرد و در واقع این‌ها دوست‌دختر، دوست‌پسرانی هستند که دوستی آن‌ها به بهانهٔ ازدواج انجام می‌گیرد. طبق فتاوایی مثل فتوای حضرت امام خمینی این افراد عملاً زن و شوهر هستند، چون قصد و نیت ازدواج در آن‌ها وجود دارد، ولو این‌که صیغهٔ محرمیت بین آن‌ها خوانده نشده باشد. دختر و پسری که با هم غذا بخورند با هم محرم می‌شوند، یعنی اگر پسری، دختری را به خوردن ساندویچ یا آبمیوه دعوت کند، با هم محرم می‌شوند.»
پخش اخبار مربوط به این اظهارات واکنش‌هایی برانگیخت. فیّاض چند روز بعد در گفتگو با خبرگزاری فارس اظهار داشت که حرف‌هایش تحریف شده است و سخنش ناظر به قصد و آهنگی است که دختر و پسر با وجود تمام شرایط ازدواج دارند و به وجه ازدواج با هم هستند، اگر چه صیغهٔ موقت مثلاً به زبان جاری نشود، می‌توان گفت که به هم محرم هستند.

### مواجههٔ ایرانیان با غرب
او به مواجههٔ ایران و غرب اشاره می‌کند و این نوع از مواجهه را از ابتدا اشتباه می‌داند و اظهار می‌کند که ما به هیچ وجه غرب را نفهمیده‌ایم زیرا بر روی سرشاخه نشسته و بحث می‌کنیم و هیچ وقت به ریشه‌های آن توجه کافی و وافی نداشته‌ایم.
او با اشاره به این‌که اولین مواجههٔ ما با غرب در برخورد با رشته‌های فنی صورت گرفت و در اولین دانشگاه‌های ایران رشته‌های فنی تدریس شد و به نظر بنده این مواجهه با غرب اشتباه بود و تا امروز نیز نحوهٔ مواجههٔ ما با غرب اشتباه و فاجعه‌آمیز است، چرا که ما غرب را نشناخته‌ایم و دچار یک جهالت وحشتناکی هستیم که حتی سؤالات ما از غرب نیز صحیح نیست؛ و در این رابطه اگر بخواهم شاخصی ارائه کنم باید به قلّت آثار ترجمه شده کتاب‌های اصلی غرب از جمله آثار کانت، هگل، دکارت و.. اشاره کرد، بنابراین همیشه دچار یک ورود و خروج اشتباه بوده‌ایم. درحالی‌که ژاپنی‌ها متوجه این نکتهٔ مهم شدند و چند نفر از افراد باهوش و متفکر خود را فرستادند تا شاگردان هوسرل شوند و الآن ژاپن کجا است و ما کجاییم؟ ما و ژاپنی که هر دو با هم روند نوسازی را شروع کردیم یعنی رضاشاه در ایران و ژنرال میجی در ژاپن روند مدرنیزاسیون را آغاز کردند درحالی‌که عملکرد رضاشاه و ژنرال میجی با یکدیگر قابل مقایسه نیست و به‌نظرم هنوز هم نحوهٔ مواجههٔ ما با غرب غلط است، چرا که یا عاشقانه به غرب نگاه می‌کنیم یا با حالت متنفرانه به غرب می‌نگریم که هر دو موجب عدم شناخت می‌شود. برای مثال با وجود مواجهه‌ای که سال‌ها میان ما با آمریکا وجود دارد هنوز آمریکاشناسی در ایران وجود ندارد. حتی برخی نمی‌دانند که جغرافیای آمریکا چگونه جغرافیایی است مثلاً دموکرات‌ها در کجاها رأی می‌آورند یا جمهوری‌خواه‌ها کجا هستند؛ لذا هیچ دانشی در رابطه با علوم انسانی وجود ندارد و ما بر اساس جهالت‌هایمان زندگی می‌کنیم. آمریکایی‌ها یک مَثَل خوبی دارند که می‌گوید هر کسی با کسی بیشتر دشمنی کند، آخرش مثل او می‌شود. به‌جای این‌که غرب‌شناسی کنیم با غرب دشمنی کردیم. همهٔ این‌ها جهل است. جهل، یا ترس و نفرت یا عشق و رمانتیسم ایجاد می‌کند.

### مطهری و سروش
فیاض در گفتگوهای مختلف، مرتضی مطهری را «دچار مدرنیسم اسلامی» دانسته و معتقد است مطهری «در غرب گیر افتاد و نتوانست از غرب خارج شود». این اظهارات با واکنش علی مطهری مواجه شد. فیاض همچنین معتقد است آثار عبدالکریم سروش در ادامهٔ آثار مرتضی مطهری است.

### فلسفهٔ اسلامی
فیّاض در نشستی در دانشگاه تهران، مبنای انقلاب اسلامی را، حکمت ابراهیمی دانست و گفت: «آقای جوادی آملی با وجود این همه تلاشی که می‌کنند، دچار رکود هستند، چرا که فلسفهٔ صدرایی صدرایی دوری است. حکمت ابراهیمی که بعداً به موسی و تورات و بعد انجیل و قرآن تسری پیدا می‌کند، مبنای آن بر عرفان نیست بلکه عرفان برهانی شده است و بر عکس عملی است که ملاصدرا در تاریخ انجام داد که برهان را عرفانی کرد.»

### پرخاشگری در حاکمیت
پرخاشگری نوعی مکانیسم دفاعی در برابر واقعیت دموکراسی است. وقتی واقعیت تبدیل به رئالیسم سیاه می‌شود، کسانی که این واقعیت را قبول ندارند، پرخاشگر می‌شوند.

### مجلس در ایران
وی در باب مجلس در ایران گفته است، مجلس مظهر دموکراسی در کشور است. از این حیث، قوهٔ مقننه حتی از قوای مجریه و قضائیه هم مهم‌تر است. اما مجلس ما غیردموکراتیک است؛ یعنی در انتخابات مجلس رأی‌ها خریده می‌شود و دموکراسی تبدیل به الیگارشی یا آریستوکراسی شده است.

### الگوی مسکن
از نظر ابراهیم فیّاض، برج بهترین الگوی مسکن است. باید برج‌های جامع ساخته شود. اگر مرکز خرید در برج باشد، بیشترین ارتباط‌های اجتماعی شکل می‌گیرد.
او در یک برنامهٔ تلویزیونی به‌نام چشم‌انداز در شبکهٔ چهار سیما در تاریخ ۸ آبان ۱۴۰۱ با ظاهری جدید شرکت کرد و الگوی مسکن را برگرفته از الگوی مسکن اجتماعی که در دههٔ ۱۹۵۰ میلادی در کشورهای اروپایی شکل گرفت عنوان کرد. ابراهیم فیّاض بعد از این‌که اعطای اتاق ۲۰ متری را برای یک زوج دانشجو با توجه به تجربهٔ دوران دانشجویی کافی دانست و بهتر از اجاره‌نشینی با هزینه‌های کلان معرفی کرد به‌طور غیرموجهی از برنامهٔ زنده حذف شد. صدای تهیه‌کنندهٔ برنامه در گوش مجری که از رسانه تا حدودی قابل فهمیدن بود ظاهراً حذف او را در پی داشت. برنامهٔ چشم‌انداز، بدون حضور او و بدون هیچ توضیحی به پایان رسید. گویا سازندگان برنامهٔ چشم‌انداز با دعوت ابراهیم فیّاض دنبال اقرارگیری بودند تا او را از برنامه حذف کنند.

### فضای مجازی
در هجدهمین جلسه از سلسله جلسات نقد و اندیشه، ابراهیم فیّاض دربارهٔ فضای مجازی گفت:
«ارتباطات، مکانیسم پویایی فرهنگ می‌شود. این ارتباطات را هم رسانه ایجاد می‌کند. هر چه‌قدر تکنولوژی در جوامع بیشتر شود ارتباطات هم بیشتر و به‌روزتر می‌شود و درنتیجه زندگی هم پویاتر می‌شود. اگرچه از ارتباطات رسانه‌ای مجازی به‌عنوان آسیب یاد می‌شود اما در اصل، بنده معتقدم که این نه آسیب بلکه بحران است. فضای مجازی در اصل، رسانهٔ اجتماعی است. وقتی سواد رسانه‌ای وجود نداشته باشد و وقتی اساساً آگاهی وجود نداشته باشد باعث می‌شود که رسانهٔ اجتماعی یا فضای مجازی را تهدید قلمداد می‌کنیم.»
در ادامه فیّاض دربارهٔ این‌که آیا مردم، ابزارِ دستِ رسانه‌های اجتماعی شده‌اند یا خیر، گفت: «کل قصه این است که وقتی تکنولوژی جدید می‌آید همه شوکه می‌شوند و یک نوع شوک فرهنگی ایجاد می‌کند. ما اگر ارتباطات را می‌شناختیم و سواد رسانه‌ای داشتیم با آمدن تکنولوژی جدید که ابزار ارتباطات جدید را هم با خود به همراه آورده است شاهد چنین دعواهایی بر سر فضای مجازی نبودیم».

### دانشجویان دانشگاه شریف
ابراهیم فیاض طی گفت‌و‌گویی با خبرنگار گروه دانشگاه ایسکانیوز بیان کرد: «نوابغ در ایران دیوانه می‌شوند. من سال‌ها در دوره راهنمایی، قبل و بعد از انقلاب شاهد این موضوع بوده‌ام که نوابغ چون در کشور ما فهمیده نمی‌شوند، دیوانه می‌شوند. دانشگاه‌های ما نابغه کشند. من خبر موثق دارم که تمامی دانشجویان صنعتی شریف دچار مشکلات روحی و روانی‌اند. در دانشگاه تهران هم روانی هست ولی تعدادشان کمتر است».

## داوری در جشنواره‌ها
| سال  | جشنواره                        | بخش                | منبع |
| ---- | ------------------------------ | ------------------ | ---- |
| ۱۳۸۸ | بیست و هشتمین جشنوارهٔ فیلم فجر | سودای سیمرغ        |      |
| ۱۳۹۱ | سی و یکمین جشنوارهٔ فیلم فجر    | مسابقهٔ فیلم‌های اول |      |